# Пуэрто-Санта-Крус
Пуэрто-Санта-Крус (исп. Puerto Santa Cruz) — город и муниципалитет в департаменте Корпен-Айке провинции Санта-Крус (Аргентина) в устье реки Рио-Санта-Крус, административный центр департамента.

## История
В 1520 году в этих местах побывал Фернан Магеллан во время своего кругосветного плавания. В 1526 году их посетил Хуан Себастьян Элькано в составе экспедиции Гарсиа Хофре де Лоайса.
В 1862 году два протестантских миссионера попытались основать здесь миссию с целью крещения индейцев, но эта инициатива завершилась провалом, и в 1863 году они покинули эти места.
В 1871 году французский иммигрант Эрнесто Руко получил от аргентинского правительства разрешение на основание в устье реки Рио-Санта-Крус сельскохозяйственной колонии, однако эта попытка завершилась неудачей, и в 1874 году колония была покинута.
В 1876 году в 35 км от этого места были начаты разработки залежей гуано. В связи с тем, что Чили попыталось предъявить права на эти земли, аргентинское правительство было вынуждено отправить сюда флот. 1 декабря 1878 года на правом берегу Рио-Санта-Крус был поднят аргентинский флаг, ознаменовав основание Пуэрто-Санта-Крус.